# Elim II mac Conrach
Elim II ma Conrach – legendarny król Ulaidu z dynastii Milezjan (linia Ira, syna Mileda) w latach 109-130 i zwierzchni król Irlandii w latach 126-130. Syn Conri (Conrai, Connry), syna Fergusa II mac Roich, króla Ulaidu.
Informacje o nim czerpiemy ze źródeł średniowiecznych, np. „Laud 610”, gdzie zanotowano jego temat: Elím m[ac] [Con]rac[h] m[eic] Ferg[u]sa .xx. blī[adn]a (fol. 107 b 5). Według tego źródła miał rządzić dwadzieścia lat nad Ulaidem po Muiredachu I Finnie. Po kilkunastu latach zajął zwierzchni tron irlandzki, gdy brał udział w buncie prowincjonalnych królów, za namową ludu Aithech Tuatha. W jej wyniku doszło do rzezi w Magh Bolg, w której został zabity jego poprzednik Fiacha V Finnfolaid („od Białych Krów”).  Za jego panowania w Irlandii był nieurodzaj. Wyspa była bez zboża, bez mleka, bez owoców, bez ryb i bez żadnych innych dużych korzyści. Są rozbieżności, co do ilości lat jego rządów w Irlandii. Elim, po czterech lub dwudziestu latach rządów, zginął w bitwie pod Aichill lub Achaill (antyczna nazwa wzgórza Skreen, koło Tary w hrabstwie Meath) z ręki swego następcy, Tuathala Techtmara („Prawowitego"), mściciela śmierci ojca Fiachy V. Zaś następcą Elima na tronie został Mal mac Rochraide.